# Stade Galolhu Rasmee Dhandu
Le Stade Galolhu Rasmee Dhandu (en maldivien : ގަލޮޅު ފުޓްބޯޅަ ދަނޑު), également connu sous le nom de National Football Stadium, est un stade de football maldivien situé à Malé, la capitale du pays.
Le stade, doté d'une capacité de 11 850 places et inauguré en 1979, sert de domicile pour l'équipe des Maldives de football, ainsi que pour les différentes équipes du championnat des Maldives de football.

## Histoire
Le stade, qui appartient à la fédération des Maldives de football, ouvre ses portes en 1979, dans le but de servir de stade national à l'équipe des Maldives de football.
En 1983, le stade sert alors aux différentes équipes de la ville du Championnat des Maldives de football (comme le Club Lagoons, le Club Valencia, le Hurriyya Sports Club, le Maziya Sports and Recreation Club, le New Radiant, le VB Addu Football Club ou encore le Victory SC).
Le stade sert donc pour les matchs de championnat et également de Coupe et de Supercoupe.
Le stade est rénové en 2014 pour servir d'hôte à l'AFC Challenge Cup de 2014 (la compétition se dispute dans deux stades, le Galolhu Rasmee Dhandu et le Hithadhoo Zone Stadium). C'est à partir de cet événement que le stade change de nom pour se renommer National Football Stadium.

## Événements
- 2014 : AFC Challenge Cup (10 matchs).

## Galerie

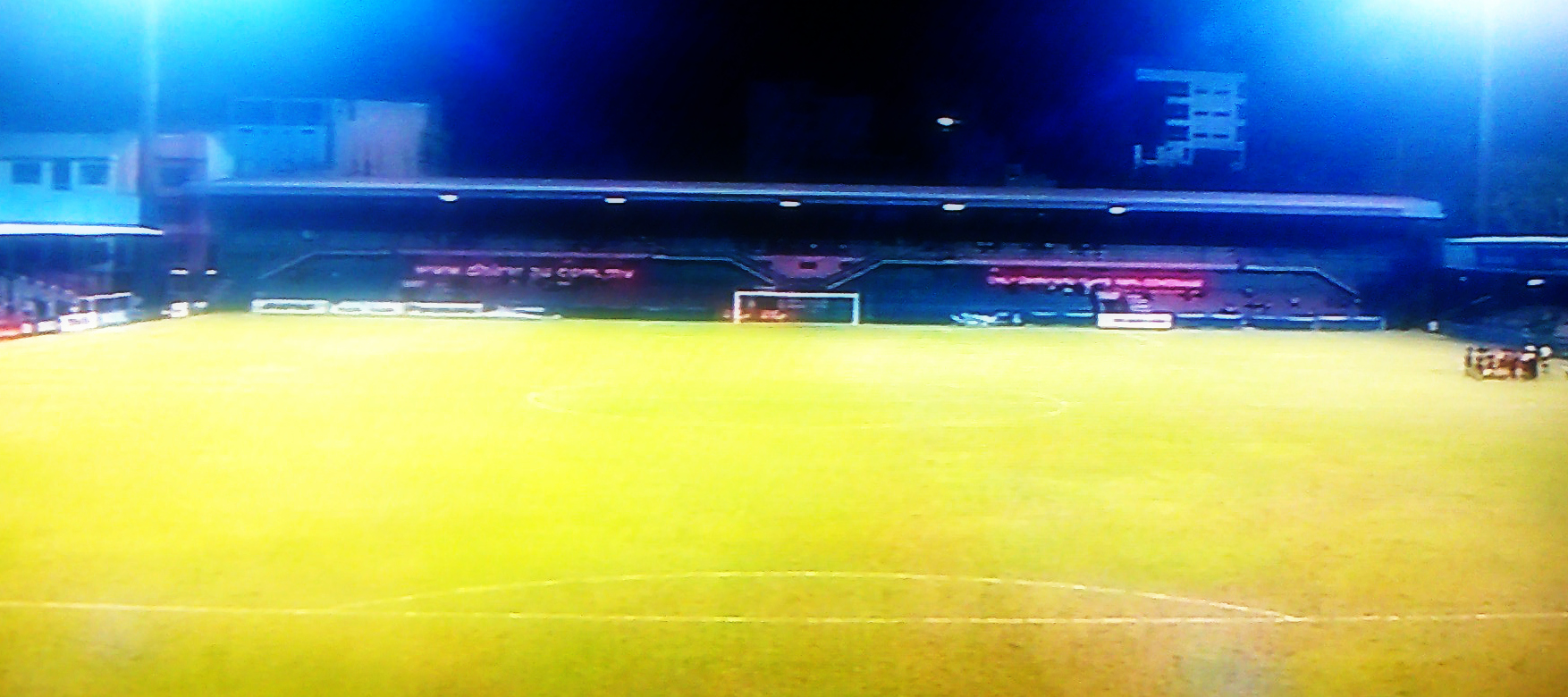
Vue du terrain en mars 2012
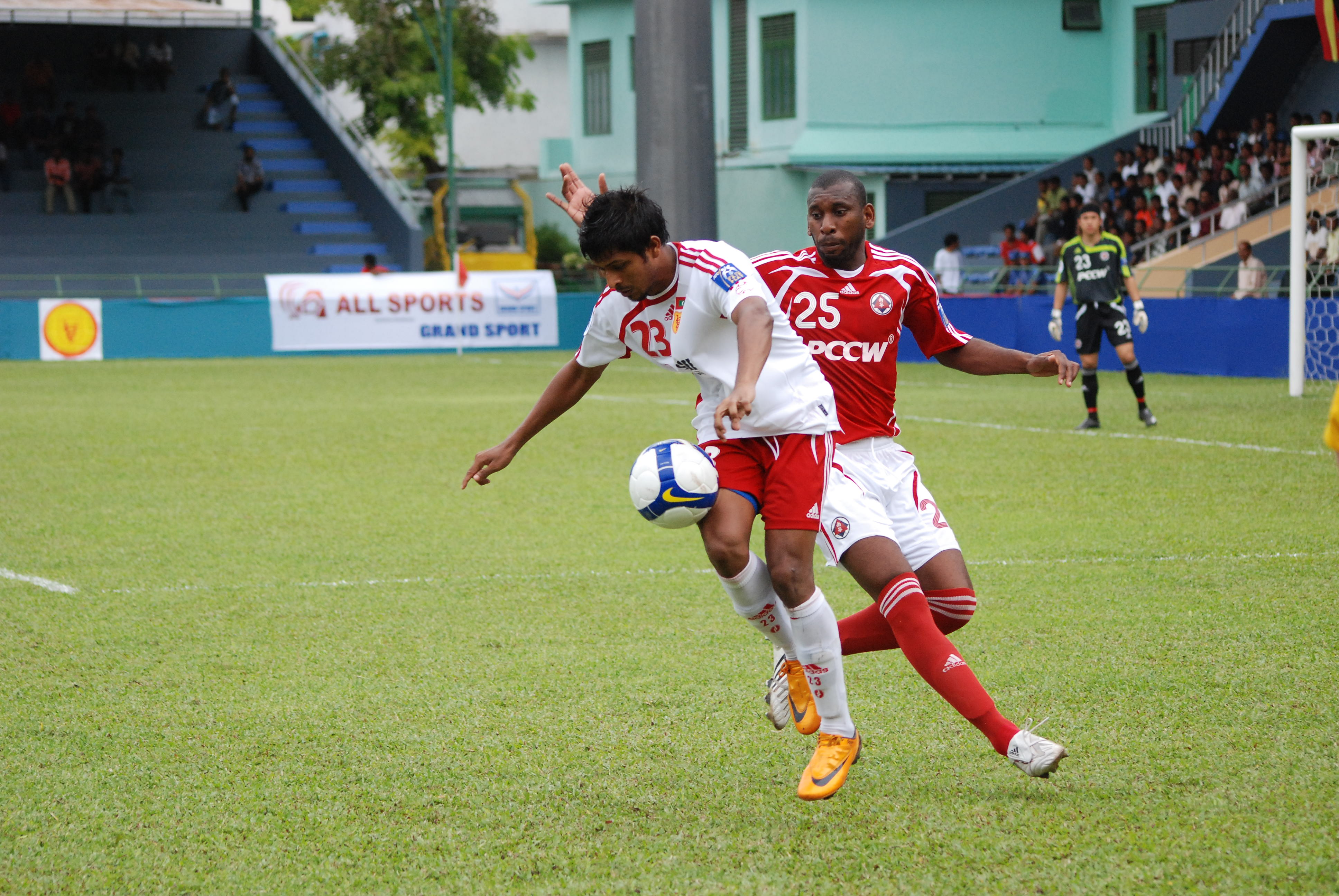
Un joueur du Victory SC (en blanc) lors d'un match contre le South China AA durant la Coupe de l'AFC 2008 au stade